# 硬直黑麦草
硬直黑麦草（学名：Lolium rigidum）为禾本科黑麦草属下的一个种。

## 扩展阅读
- 維基物種上的相關：硬直黑麦草